# Штромейер, Фридрих
Фридрих Штромейер (нем. Friedrich Stromeyer; 2 августа 1776 — 18 августа 1835) — немецкий химик и фармацевт, один из наиболее известных учеников Иоганна Фридриха Гмелина и Луи Николя Воклена.
Член Гёттингенской академии наук (1806), иностранный член Лондонского королевского общества (1827), корреспондент Парижской академии наук (1823).

## Биография
Фридрих Штромейер родился 2 августа 1776 года в Германии в городе Гёттингене.
Получил высшее образование в Гёттингенском университете, где в 1800 году ему было присвоено звание доктора медицины.
По окончании университета провёл два года в столице Франции городе Париже, где учился в Высшей политехнической школе.
Начиная с 1802 года Штромейер начинает сам преподавать в Гёттингенском университете, а в 1805 году становится профессором и возглавляет кафедру химии и фармации.
Педагогическую деятельность он успешно совмещал с исполнением обязанностей генерального инспектора городских аптек города Ганновера.
Основные научные исследования учёного связаны с физико-химическим анализом минералов и другими работами в области неорганической химии.
В 1817 году Фридрих Штромейер совершил главное открытие в своей жизни, которым навсегда вписал себя в историю химии. Провизоры города Магдебурга, при изучении оксида цинка (ZnO) заподозрили наличие в нём примеси мышьяка. Ф. Штромейер выделил из ZnO коричнево-бурый оксид, затем восстановил его водородом и получил серебристо-белый металл. Вновь открытый химический элемент получил название кадмий (Cd).